# Astra Biltauere
Astra Biltauere, po mężu Rubene (ur. 9 października 1944 w Rydze) – łotewska siatkarka. W barwach ZSRR srebrna medalistka olimpijska z Tokio.
Zawody w 1964 były jej jedynymi igrzyskami olimpijskimi. Reprezentacja Związku Radzieckiego zajęła na tym turnieju drugie miejsce, a Biltauere wystąpiła w jednym meczu. Kadrowiczką była w latach 1963-1965.